# Анджелкович, Неманья
Неманья Анджелкович (серб. Немања Анђелковић / Nemanja Andjelkovic; род. 26 апреля 1997, Косовска-Митровица, Косово и Метохия) — сербский футболист, центральный защитник казахстанского клуба «Актобе».

## Карьера
Футболом начал заниматься в родном городе Косовска-Митровица. Затем уехал в Белград, где находился в академии «Партизана». По возвращении играл в молодёжной лиге за команды клубов «Рад» и «Вождовац». Сезон 2015/16 провёл в команде «Мокра Гора» из города Зубин-Поток. Профессиональную карьеру начал в «Златиборе», который за четыре сезона вышел из третьего дивизиона в Суперлигу. Играл также за ряд других сербских команд.
В январе 2021 года перешёл в бакинский клуб «Зиря», в составе которого в сезоне 2021/22 стал финалистом кубка и бронзовым призёром чемпионата Азербайджана, а в сезоне 2022/23 принимал участие в квалификации Лиги конференций.
Летом 2023 года, после истечения срока действия контракта с «Зирей», подписал долгосрочный контракт с тольяттинским «Акроном». 1 июля 2024 года контракт с «Акроном» был расторгнут по взаимному согласию сторон.
8 июля 2024 года перешёл в подмосковные «Химки». 21 июля 2024 года дебютировал в РПЛ, сыграв в домашнем матче первого тура против махачкалинского «Динамо» (1:1). 26 декабря 2024 года он покинул «Химки» по обоюдному согласию.
22 января 2025 года перешёл в «Актобе, дебютировал 22 февраляя 2025 года в матче за суперкубок против алматинского «Кайрата» (0:2).

## Достижения
- Победитель Первой лиги Сербии: 2019/20 («Златибор»)
- Серебряный призёр Первой лиги Сербии: 2018/19 («Явор»)
- Бронзовый призёр чемпионата Азербайджана: 2021/22 («Зиря»)
- Бронзовый призёр Первой лиги России: 2023/24 («Акрон»)
- Финалист Кубка Азербайджана: 2021/22 («Зиря»)